# Phyllis Logan
Phyllis Margaret Logan (11 de Janeiro de 1956) é uma atriz escocesa, mais conhecida por atuar como Elsie Hughes em Downton Abbey e como Lady Jane Felsham em Lovejoy.

## Educação
Phyllis foi educada na Johnstone High School em Johnstone, Renfrewshire, Escócia. Depois da escola, ela se formou na Royal Scottish Academy of Music and Drama com a Medalha de Ouro James Bridie em 1977.

## Carreira
Depois de formada, ela se juntou ao Dundee Repertory Theatre. Em 1979 ela partiu para trabalhar nos palcos em Edimburgo. Ela também trabalhou regularmente na TV Escocesa. Na série produzida pela BBC escocesa "The White Bird Passes", ela conheceu o diretor/escritor Michael Radford. Para o seu primeiro filme, "Another Time, Another Place" (1983), ele convidou Phyllis para o papel de Janie, pelo qual ela ganhou um Gold Award de Melhor Atriz no Taormina Film Festival e no Evening Standard Award de Melhor Atriz em 1983 e o BAFTA Award para a Melhor Iniciante em 1984. Antes do seu recente sucesso em Downton Abbey, Phyllis Logan era comumente relacionada ao seu papel como Lady Jane Felsham, contracenando com Ian McShane por oito anos nos primeiros 50 episódios de Lovejoy, um drama de comédia para a televisão.
Ela também participou no filme de Mike Leigh em 1996, chamado Secrets & Lies. Phyllis Logan também fez dublagem em Ingsoc, uma versão de Nineteen Eighty-Four (1984) e no Monstro do Lago Ness no cartoon "Freddie as F.R.O.7" (1992). Ela participou da série de rádio "Coming Alive" e "Baggage". Ela atuou como amante do Inspetor Frost em "If Dogs Run Free", o último episódio de A Touch of Frost. Ela atuou como Elsie Hughes, a governant, em todas as seis temporadas da série Downton Abbey (2010-2015).

## Vida Pessoal
Phyllis Logan tem uma casa em Chiswick onde ela mora junto com seu marido, o ator Kevin McNally, e eles tem um filho, David, nascido em Junho de 1996.
Ela conheceu Kevin McNally em 1994, mas eles só se casaram em 2011.

## Filmografia
| Ano        | Título                                 | Papel                      |
| ---------- | -------------------------------------- | -------------------------- |
| 1977       | Red Dress                              |                            |
| 1980       | The White Bird Passes                  | Janie                      |
| 1980       | Shoestring                             | Linda                      |
| 1981       | Play for Today                         | Nancy Parks                |
| 1983       | Every Picture Tells a Story            | Agnes Scott                |
| 1983       | Another Time, Another Place            | Janie                      |
| 1984       | The Dress                              | Julia                      |
| 1984       | Nineteen Eighty-Four                   | The Telescreen Announcer   |
| 1984       | The Chain                              | Alison                     |
| 1985       | Time and the Conways                   | Kay                        |
| 1985       | The Doctor and the Devils              | Elizabeth Rock             |
| 1986       | Scotch and Wry                         | Various                    |
| 1986       | Screen Two                             | Anne                       |
| 1986       | The Inquiry                            | Claudia Procula            |
| 1986–1993  | Lovejoy                                | Lady Jane Felsham          |
| 1987       | First Sight                            | Kathy                      |
| 1987       | The Kitchen Toto                       | Janet Graham               |
| 1987       | Bust                                   | Sheila Walsh               |
| 1988       | The Legendary Life of Ernest Hemingway | Mary Welsh                 |
| 1988       | Hannay                                 | Alison Ross                |
| 1989       | The Angry Earth                        | Mary Penrys Jones          |
| 1989       | Screen Two                             | Alison                     |
| 1989       | And a Nightingale Sang                 | Helen                      |
| 1989       | Golden Eye                             | Ann Fleming                |
| 1990       | Il Sole Buio                           | Attorney Camilla Staffa    |
| 1991       | Screen One                             | Dora                       |
| 1991       | The Play on One                        | Dr. Ruth Kovacs            |
| 1992       | Freddie as F.R.O.7                     | Nessie                     |
| 1993       | Franz Kafka's It's a Wonderful Life    | Frau Bunofsky              |
| 1993       | Soft Top Hard Shoulder                 | Karla                      |
| 1993       | Silent Cries                           | Nancy Muir                 |
| 1993       | Love and Reason                        | Lou Larson                 |
| 1995       | Kavanagh QC                            | Samantha Fisher            |
| 1995       | The Big One                            | Mrs Wilde                  |
| 1995       | Chiller                                | Anna Spalinsky             |
| 1996       | Pie in the Sky                         | Det. Supt. Chalmers        |
| 1996       | Secrets & Lies                         | Monica Purley              |
| 1996       | Inspector Morse                        | Julia Stevens              |
| 1997       | Shooting Fish                          | Mrs Ross                   |
| 1997       | An Unsuitable Job for a Woman          | Elizabeth Leaming          |
| 1998       | Invasion: Earth                        | Squadron Leader Helen Knox |
| 1999       | Midsomer Murders                       | Kate Merrill               |
| 1999       | Holby City                             | Muriel McKendrick          |
| 1999       | Rab C. Nesbitt                         | Jenny Welthorpe            |
| 1999       | All the King's Men                     | Mary Beck                  |
| 1999       | Heartbeat                              | Julia Kendall              |
| 2000       | Randall and Hopkirk                    | Harriet Banks-Smith        |
| 2000       | Hope and Glory                         | Annie Gilbert              |
| 2001       | Crust                                  | Bill's Girlfriend          |
| 2001       | NCS: Manhunt                           | Inspector Anne Warwick     |
| 2002       | Cheap Rate Gravity                     | Elsie                      |
| 2002       | Dickens                                | Georgina Hogarth           |
| 2002       | Fields of Gold                         | Rachel Greenlaw            |
| 2002       | The Real Jane Austen                   | Mrs Austen                 |
| 2003       | The Inspector Lynley Mysteries         | Miriam Whitelaw            |
| 2003       | Alibi                                  | Linda Brentwood            |
| 2003       | Agatha Christie's Poirot               | Nurse Hopkins              |
| 2004       | Out of the Shadows                     | Liz                        |
| 2004       | Dalziel and Pascoe                     | Det. Sgt. Jenny Ettrick    |
| 2004       | Murder in Suburbia                     | Wendy Lloyd                |
| 2004       | Silent Witness                         | Helen Wharton              |
| 2005       | Beneath the Skin                       | DCI Grace Shilling         |
| 2005–2006  | Spooks                                 | Diana Jewell               |
| 2006       | Missing                                | Karen Foster               |
| 2006       | Sea of Souls                           | Elaine                     |
| 2006       | Heartbeat                              | Diane Bell                 |
| 2007       | Trial & Retribution                    | Anna Wildsmith             |
| 2008       | Honest                                 | Jenny                      |
| 2008       | Taggart                                | Kathy                      |
| 2008       | The Hero's Journey                     |                            |
| 2008       | New Tricks                             | Dr. Mathieson              |
| 2008       | The Royal                              | Lady George Fawcett        |
| 2009       | Heartbeat                              | Rose Brown                 |
| 2010       | Wallander                              | Inga Wallander             |
| 2010       | Silent Witness                         | Jennifer Mears             |
| 2010       | A Touch of Frost                       | Christine Moorhead         |
| 2010–2015  | Downton Abbey                          | Elsie Hughes               |
| 2012       | Day of the Flowers                     | Brenda                     |
| 2012       | Vera                                   | Shirley                    |
| 2010, 2012 | Lip Service                            | Cat's mother               |
| 2014       | Bones                                  | Sandra Zins                |